# Theodor Gebre Selassie
Theodor Gebre Selassie (Třebíč, República Txeca, 24 de desembre de 1986) és un futbolista txec. Juga de lateral dret i milita en el SV Werder Bremen de la Bundesliga alemanya des del 2012 fins a l'actualitat.
El seu pare, Chamola, és etíop i va arribar al país com a metge durant l'etapa comunista. La seva mare, Jana, és txeca i mestra d'escola. Gebre Selassie té una germana menor anomenada Anna, que juga per a la selecció femenina d'handbol de la República Txeca.

## Internacional
Ha estat internacional amb la Selecció de futbol de la República Txeca, ha jugat 31 partits internacionals i marcat un gol. Gebre Selassie és el primer jugador negre en l'equip nacional de la República Txeca. Va ser convocat per l'Eurocopa 2012, on va jugar els quatre partits que va disputar la seva selecció.

## Clubs
| Club                | País            | Any       |
| ------------------- | --------------- | --------- |
| FC Vysočina Jihlava | República Txeca | 1998-2007 |
| Slavia Praga        | República Txeca | 2007-2008 |
| FC Slovan Liberec   | República Txeca | 2008-2012 |
| SV Werder Bremen    | Alemanya        | 2012-     |